# Tamayomi
Tamayomi (球詠) ist eine Manga-Reihe des Mangaka Mountain Pukuichi, der seit April des Jahres 2016 im Manga Time Kirara Forward des Verlages Hōbunsha erscheint.
Der Manga inspirierte eine Anime-Umsetzung, die seit Anfang April 2020 unter dem Namen Tamayomi: The Baseball Girls im japanischen Fernsehen gezeigt wird.

## Handlung
Der Manga folgt der Oberschülerin Yomi Takeda, die seit ihrer frühen Kindheit an Baseball interessiert ist. Sie erklärt ihrer besten Freundin Tamaki Yamazaki, eine spezielle Wurftechnik zu erlernen zu wollen und ringt ihr ein Versprechen ab, bei Erfolg auch nach ihrer gemeinsamen Schulzeit gemeinsam mit ihr diesen Sport auszuüben.
In der Mittelschule nimmt sie mit dem Baseballclub ihrer Schule an den nationalen Meisterschaften teil, scheitert dort aber frühzeitig. Sie hat ihren speziellen Wurf, einen Curveball gemeistert, jedoch ist keine ihrer Mannschaftskameradinnen in der Lage, diesen zu fangen. Als sie ihre schulische Laufbahn an der Oberschule beginnt, hat sie mit dem Sport abgeschlossen. Zufällig trifft sie dabei wieder auf Tamaki, die eine andere Schule als Yomi besucht hat. Sie werfen sich in der Pause ein Paar Bälle zu und beschließen den Baseballclub, der aufgrund eines Skandals auf Eis liegt, neu aufleben zu lassen.
Nach und nach schließen sich weitere an dem Sport interessierte Schülerinnen der Mannschaft an. Sie rufen das Ziel aus, an den nationalen Meisterschaften teilnehmen und diese gewinnen zu wollen.

## Veröffentlichungen
Der Manga, der aus der Feder von Mountain Pukuichi stammt, erscheint seit April 2016 im Manga Time Kirara Forward des Verlages Hōbunsha. Zwischen dem 11. November 2016 und dem 10. April 2020 erschien der Manga in sieben Bänden im Tankōbon-Format. Im deutschsprachigen Raum ist die Manga-Reihe nicht lizenziert.
| Nummer | Veröffentlichung (Japan) (ISBN)      |
| ------ | ------------------------------------ |
| 1      | 11. Nov. 2016 ISBN 978-4-8322-4767-3 |
| 2      | 12. Juni 2017 ISBN 978-4-8322-4844-1 |
| 3      | 11. Jan. 2018 ISBN 978-4-8322-4908-0 |
| 4      | 12. Juli 2018 ISBN 978-4-8322-4960-8 |
| 5      | 12. März 2019 ISBN 978-4-8322-7075-6 |
| 6      | 12. Sep. 2019 ISBN 978-4-8322-7117-3 |
| 7      | 10. Apr. 2020 ISBN 978-4-8322-7184-5 |
| 8      | 12. Juni 2020 ISBN 978-4-8322-7196-8 |

## Umsetzungen
Am 21. Juni 2019 wurde angekündigt, dass der Manga eine Umsetzung als Anime-Fernsehserie erhalten werde. Die Produktion fand im Studio A-Cat statt. Toshinori Fukushima fungierte dabei als Regisseur. Die erste Episode wurde vorab am 8. März 2020 im japanischen Fernsehen gezeigt. Die Serie selbst startete am 1. April 2020. In Deutschland zeigt Wakanim die Serie im Simulcast in Originalsprache mit deutschen Untertiteln.